# Jack Palmer
Jack Palmer (Nashville, Tennessee, 1899 – ?, 1976) was een Amerikaanse pianist en componist.
Palmer is het bekendst als mede-componist van de jazzstandards "Everybody Loves My Baby" en "I've Found a New Baby", geschreven met Spencer Williams. Palmer werkte in Tin Pan Alley als staff-writer en componeerde met veel andere componisten. Hij schreef met Cab Calloway twee hits: "Jumpin' Jive" en "Boog It", beide geschreven in 1939.
- Bibsys: 46735
- Biblioteca Nacional de España: XX921191
- Bibliothèque nationale de France: cb13935506d (data)
- Gemeinsame Normdatei: 111257266X
- International Standard Name Identifier: 0000 0001 0922 421X
- Library of Congress Control Number: n89616982
- Nationale Bibliotheek van Letland: 000320869
- MusicBrainz: bb0be352-b641-4b99-9817-be91d198bec1
- Bibliotheek van het Japanse parlement: 001171457
- Nationale Bibliotheek van Tsjechië: xx0237076
- Système universitaire de documentation: 242772366
- Virtual International Authority File: 87849971
- WorldCat: E39PBJjdcYfyHpcCqJBPhg3CwC